# Angolaleeuwerik
De Angolaleeuwerik (Amirafra angolensis, synoniem Mirafra angolensis) is een leeuwerik uit de familie Alaudidae (leeuweriken).

## Verspreiding en leefgebied
De vogel komt voor in Angola, Congo-Kinshasa, Tanzania en Zambia. Het totale verspreidingsgebied bedraagt ongeveer 170.000 km². De natuurlijke leefomgeving van de Angolaleeuwerik bestaat uit subtropische of tropisch laaggelegen droge of enkel in bepaalde seizoenen natte graslanden.
De soort telt drie ondersoorten:
- A. a. marungensis: zuidoostelijk Congo-Kinshasa en zuidwestelijk Tanzania.
- A. a. angolensis: noordelijk, westelijk en centraal Angola.
- A. a. antonii: van oostelijk Angola tot zuidelijk Congo-Kinshasa en noordwestelijk Zambia.

## Status
De grootte van de populatie is niet gekwantificeerd maar de soort wordt omschreven als plaatselijk algemeen. Op de Rode lijst van de IUCN heeft deze soort de status niet bedreigd.